# Astacus pachypus
Astacus pachypus е вид десетоного от семейство Astacidae.

## Разпространение и местообитание
Видът е разпространен в Азербайджан, Казахстан, Русия, Туркменистан и Украйна.
Обитава крайбрежията на сладководни и полусолени басейни, морета, лагуни и реки.